# Руперт (Ајдахо)
Руперт (енгл. Rupert) град је у америчкој савезној држави Ајдахо.

## Демографија
По попису из 2010. године број становника је 5.554, што је 91 (-1,6%) становника мање него 2000. године.
| Група             | 2000.         | 2010.         |
| Белци             | 3.515 (62,3%) | 3.027 (54,5%) |
| Афроамериканци    | 21 (0,4%)     | 16 (0,3%)     |
| Азијати           | 18 (0,3%)     | 23 (0,4%)     |
| Хиспаноамериканци | 1.998 (35,4%) | 2.381 (42,9%) |
| Укупно            | 5.645         | 5.554         |